# Beauty and the Beast (Fernsehserie)/Episodenliste

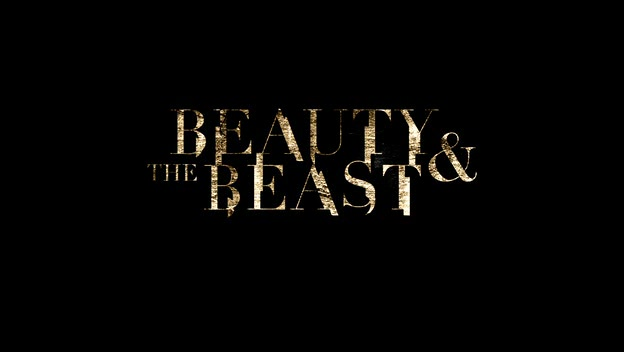
Logo zur Serie

Diese Episodenliste enthält alle Episoden der US-amerikanischen Dramaserie Beauty and the Beast, sortiert nach der US-amerikanischen Erstausstrahlung. Die Fernsehserie umfasst insgesamt vier Staffeln mit 70 Episoden.

## Übersicht
| Staffel | Episodenanzahl | Erstausstrahlung USA | Erstausstrahlung USA | Deutschsprachige Erstausstrahlung | Deutschsprachige Erstausstrahlung |
| Staffel | Episodenanzahl | Staffelpremiere      | Staffelfinale        | Staffelpremiere                   | Staffelfinale                     |
| ------- | -------------- | -------------------- | -------------------- | --------------------------------- | --------------------------------- |
| 1       | 22             | 11. Oktober 2012     | 16. Mai 2013         | 7. Februar 2014                   | 17. Mai 2014                      |
| 2       | 22             | 7. Oktober 2013      | 7. Juli 2014         | 31. August 2014                   | 16. November 2014                 |
| 3       | 13             | 11. Juni 2015        | 10. September 2015   | 27. August 2015                   | 12. November 2015                 |
| 4       | 13             | 2. Juni 2016         | 15. September 2016   | 6. Oktober 2016                   | 10. November 2016                 |

## Staffel 1
Die Erstausstrahlung der ersten Staffel war vom 11. Oktober 2012 bis zum 16. Mai 2013 auf dem US-amerikanischen Sender The CW zu sehen. Die deutschsprachige Erstausstrahlung sendete der deutsche Free-TV-Sender Kabel eins vom 7. Februar bis zum 17. Mai 2014.
| Nr. (ges.) | Nr. (St.) | Deutscher Titel         | Originaltitel        | Erstausstrahlung USA | Deutschsprachige Erstausstrahlung (D) | Regie          | Drehbuch                                        | Quoten (USA) |
| ---------- | --------- | ----------------------- | -------------------- | -------------------- | ------------------------------------- | -------------- | ----------------------------------------------- | ------------ |
| 1          | 1         | Mensch oder Bestie      | Pilot                | 11. Okt. 2012        | 7. Feb. 2014                          | Gary Fleder    | Sherri Cooper & Jennifer Levin                  | 2,78 Mio.    |
| 2          | 2         | Tanz in den Tod         | Proceed with Caution | 18. Okt. 2012        | 7. Feb. 2014                          | Rick Bota      | Sherri Cooper & Jennifer Levin                  | 2,00 Mio.    |
| 3          | 3         | Drei Schwestern         | All In               | 25. Okt. 2012        | 14. Feb. 2014                         | P.J. Pesce     | Jeff Rake                                       | 1,88 Mio.    |
| 4          | 4         | Verbotene Liebe         | Basic Instinct       | 1. Nov. 2012         | 14. Feb. 2014                         | Bradley Walsh  | Roger Grant                                     | 1,70 Mio.    |
| 5          | 5         | Der Saturn kehrt zurück | Saturn Returns       | 8. Nov. 2012         | 21. Feb. 2014                         | Steve Adelson  | Blair Singer & Kelly Souders Idee: Blair Singer | 1,84 Mio.    |
| 6          | 6         | Werte                   | Worth                | 15. Nov. 2012        | 21. Feb. 2014                         | Kevin Fair     | Allison Moore                                   | 1,56 Mio.    |
| 7          | 7         | Außer Kontrolle         | Out of Control       | 29. Nov. 2012        | 28. Feb. 2014                         | Rick Bota      | Brian Peterson & Kelly Souders                  | 1,52 Mio.    |
| 8          | 8         | In der Falle            | Trapped              | 6. Dez. 2012         | 28. Feb. 2014                         | Paul Fox       | Emily Silver                                    | 1,41 Mio.    |
| 9          | 9         | Catherines Date         | Bridesmaid Up!       | 13. Dez. 2012        | 7. März 2014                          | Mairzee Almas  | Sherri Cooper & Jennifer Levin                  | 1,59 Mio.    |
| 10         | 10        | Rot sehen               | Seeing Red           | 24. Jan. 2013        | 7. März 2014                          | Rick Bota      | Roger Grant                                     | 1,79 Mio.    |
| 11         | 11        | Auf dünnem Eis          | On Thin Ice          | 31. Jan. 2013        | 14. März 2014                         | Mike Rohl      | Blair Singer                                    | 1,72 Mio.    |
| 12         | 12        | Kalter Entzug           | Cold Turkey          | 7. Feb. 2013         | 14. März 2014                         | Fred Gerber    | Allison Moore                                   | 1,48 Mio.    |
| 13         | 13        | Vertraue niemandem      | Trust No One         | 14. Feb. 2013        | 21. März 2014                         | Bobby Roth     | Brian Peterson & Kelly Souders                  | 1,40 Mio.    |
| 14         | 14        | Gefährliche Liebe       | Tough Love           | 21. Feb. 2013        | 21. März 2014                         | Bradley Walsh  | Don Whitehead & Holly Henderson                 | 1,52 Mio.    |
| 15         | 15        | Um jeden Preis          | Any Means Possible   | 14. März 2013        | 28. März 2014                         | Steve Adelson  | Roger Grant                                     | 1,43 Mio.    |
| 16         | 16        | Unersättlich            | Insatiable           | 21. März 2013        | 28. März 2014                         | Lee Rose       | Blair Singer                                    | 1,72 Mio.    |
| 17         | 17        | Komplizen               | Partners in Crime    | 28. März 2013        | 5. Apr. 2014                          | Rick Rosenthal | Emily Silver                                    | 1,50 Mio.    |
| 18         | 18        | Herz der Finsternis     | Heart of Darkness    | 18. Apr. 2013        | 12. Apr. 2014                         | Scott Peters   | Roger Grant & Blair Singer                      | 1,59 Mio.    |
| 19         | 19        | Spiel mit dem Feuer     | Playing with Fire    | 25. Apr. 2013        | 26. Apr. 2014                         | Mike Rohl      | Brian Studler                                   | 1,24 Mio.    |
| 20         | 20        | Jahrestag               | Anniversary          | 2. Mai 2013          | 3. Mai 2014                           | Mairzee Almas  | Don Whitehead & Holly Henderson                 | 1,23 Mio.    |
| 21         | 21        | Hoffnungsschimmer       | Date Night           | 9. Mai 2013          | 10. Mai 2014                          | Kevin Fair     | Roger Grant                                     | 1,29 Mio.    |
| 22         | 22        | Sieh niemals zurück     | Never Turn Back      | 16. Mai 2013         | 17. Mai 2014                          | Rick Bota      | Kelly Souders & Brian Peterson                  | 1,26 Mio.    |

## Staffel 2
Die Erstausstrahlung der zweiten Staffel war vom 7. Oktober 2013 bis zum 7. Juli 2014 auf dem US-amerikanischen Sender The CW zu sehen. Die deutschsprachige Erstausstrahlung sendete der deutsche Pay-TV-Sender ProSieben Fun vom 31. August bis zum 16. November 2014.
| Nr. (ges.) | Nr. (St.) | Deutscher Titel                | Originaltitel                 | Erstausstrahlung USA | Deutschsprachige Erstausstrahlung (D) | Regie             | Drehbuch                                         | Quoten (USA) |
| ---------- | --------- | ------------------------------ | ----------------------------- | -------------------- | ------------------------------------- | ----------------- | ------------------------------------------------ | ------------ |
| 23         | 1         | Wer bin ich?                   | Who Am I?                     | 7. Okt. 2013         | 31. Aug. 2014                         | Stuart Gillard    | Brad Kern                                        | 0,86 Mio.    |
| 24         | 2         | Gefesselt                      | Kidnapped                     | 14. Okt. 2013        | 31. Aug. 2014                         | Rick Bota         | Jennifer Levin & Sherri Cooper                   | 0,90 Mio.    |
| 25         | 3         | Lügen                          | Liar, Liar                    | 21. Okt. 2013        | 7. Sep. 2014                          | Bradley Walsh     | John A. Norris                                   | 0,82 Mio.    |
| 26         | 4         | Hitzköpfe                      | Hothead                       | 28. Okt. 2013        | 7. Sep. 2014                          | Michael Robison   | Roger Grant                                      | 0,83 Mio.    |
| 27         | 5         | Klassentreffen                 | Reunion                       | 4. Nov. 2013         | 14. Sep. 2014                         | Fred Gerber       | Eric Tuchman                                     | 0,68 Mio.    |
| 28         | 6         | Väter und Töchter              | Father Knows Best             | 11. Nov. 2013        | 14. Sep. 2014                         | Paul Kaufman      | Brad Kern & Roger Grant                          | 0,75 Mio.    |
| 29         | 7         | Rate, wer zum Essen kommt      | Guess Who’s Coming to Dinner? | 18. Nov. 2013        | 28. Sep. 2014                         | Jeff Renfroe      | Wendy Straker Hauser                             | 0,69 Mio.    |
| 30         | 8         | Erpressung                     | Man or Beast?                 | 25. Nov. 2013        | 28. Sep. 2014                         | Stuart Gillard    | John A. Norris                                   | 0,74 Mio.    |
| 31         | 9         | Du darfst nicht sterben        | Don’t Die on Me               | 13. Jan. 2014        | 5. Okt. 2014                          | Mairzee Almas     | Eric Tuchman                                     | 0,71 Mio.    |
| 32         | 10        | Vorfahren                      | Ancestors                     | 20. Jan. 2014        | 5. Okt. 2014                          | Steven A. Adelson | Roger Grant & Rupa Magge                         | 0,74 Mio.    |
| 33         | 11        | Geiselnahme                    | Held Hostage                  | 27. Jan. 2014        | 12. Okt. 2014                         | Sudz Sutherland   | Pamela Sue Anton                                 | 0,82 Mio.    |
| 34         | 12        | Das Serum                      | Recipe for Disaster           | 3. Feb. 2014         | 12. Okt. 2014                         | Allan Kroeker     | Brad Kern & Wendy Straker Hauser                 | 0,93 Mio.    |
| 35         | 13        | Bis dass der Tod euch scheidet | Till Death                    | 10. Feb. 2014        | 19. Okt. 2014                         | Stuart Gillard    | Sherri Cooper & Jennifer Levin Idee: Roger Grant | 0,74 Mio.    |
| 36         | 14        | Wiedergutmachung               | Redemption                    | 17. Feb. 2014        | 19. Okt. 2014                         | Grant Harvey      | John A. Norris                                   | 0,78 Mio.    |
| 37         | 15        | Spurensuche                    | Catch Me if You Can           | 3. März 2014         | 26. Okt. 2014                         | Norma Bailey      | Eric Tuchman                                     | 0,87 Mio.    |
| 38         | 16        | Wegen letzter Nacht            | About Last Night              | 10. März 2014        | 26. Okt. 2014                         | Stuart Gillard    | Melissa Glenn                                    | 0,80 Mio.    |
| 39         | 17        | Bestienjagd                    | Beast is the New Black        | 2. Juni 2014         | 2. Nov. 2014                          | Fred Gerber       | Sherri Cooper & Jennifer Levin                   | 1,06 Mio.    |
| 40         | 18        | Cat and Mouse                  | Cat and Mouse                 | 9. Juni 2014         | 2. Nov. 2014                          | Jeff Renfroe      | Brad Kern Idee: Amy Van Curen                    | 0,87 Mio.    |
| 41         | 19        | Monster der Vergangenheit      | Cold Case                     | 16. Juni 2014        | 9. Nov. 2014                          | Rich Newey        | John A. Norris & Eric Tuchman                    | 0,76 Mio.    |
| 42         | 20        | Was ist normal?                | Ever After                    | 23. Juni 2014        | 9. Nov. 2014                          | Steven A. Adelson | Vanessa Rojas                                    | 0,75 Mio.    |
| 43         | 21        | Operation Fake Date            | Operation Fake Date           | 30. Juni 2014        | 16. Nov. 2014                         | Fred Gerber       | Sherri Cooper & Jennifer Levin                   | 0,84 Mio.    |
| 44         | 22        | Déjà Vu                        | Déjà Vu                       | 7. Juli 2014         | 16. Nov. 2014                         | Stuart Gillard    | Brad Kern & Roger Grant                          | 0,76 Mio.    |

## Staffel 3
Die Erstausstrahlung der dritten Staffel war vom 11. Juni bis zum 10. September 2015 auf dem US-amerikanischen Sender The CW zu sehen. Die deutschsprachige Erstausstrahlung sendete der deutsche Pay-TV-Sender ProSieben Fun vom 27. August 2015 bis zum 19. November 2015.
| Nr. (ges.) | Nr. (St.) | Deutscher Titel                 | Originaltitel          | Erstausstrahlung USA | Deutschsprachige Erstausstrahlung (D) | Regie           | Drehbuch                        | Quoten (USA) |
| ---------- | --------- | ------------------------------- | ---------------------- | -------------------- | ------------------------------------- | --------------- | ------------------------------- | ------------ |
| 45         | 1         | Die Bestie von der Wall Street  | Beast of Wallstreet    | 11. Juni 2015        | 27. Aug. 2015                         | Jeff Renfroe    | Brad Kern                       | 0,88 Mio.    |
| 46         | 2         | Urangst                         | Primal Fear            | 18. Juni 2015        | 3. Sep. 2015                          | David McNally   | Roger Grant                     | 0,81 Mio.    |
| 47         | 3         | Stück für Stück                 | Bob & Carol, Vin & Cat | 25. Juni 2015        | 10. Sep. 2015                         | Stuart Gillard  | Melissa Glenn                   | 0,86 Mio.    |
| 48         | 4         | Folge deinem Herzen             | Heart of the Matter    | 2. Juli 2015         | 17. Sep. 2015                         | Rich Newey      | Jeff Reno & Ron Osborn          | 0,88 Mio.    |
| 49         | 5         | Die gefährlichste aller Bestien | Most Dangerous         | 9. Juli 2015         | 24. Sep. 2015                         | Mairzee Almas   | Benjamin Raab & Deric A. Hughes | 0,86 Mio.    |
| 50         | 6         | Geister der Vergangenheit       | Chasing Ghosts         | 16. Juli 2015        | 1. Okt. 2015                          | Jill Carter     | Gillian Horvath                 | 1,00 Mio.    |
| 51         | 7         | Durchgebrannt                   | Both Sides Now         | 23. Juli 2015        | 8. Okt. 2015                          | Deborah Chow    | Vanessa Rojas                   | 0,95 Mio.    |
| 52         | 8         | Der große Tag                   | Shotgun Wedding        | 30. Juli 2015        | 15. Okt. 2015                         | Stuart Gillard  | Brad Kern & Anthony Epling      | 0,98 Mio.    |
| 53         | 9         | Eine Frage des Schicksals       | Cat’s Out of the Bag   | 6. Aug. 2015         | 22. Okt. 2015                         | David MacLeod   | Wendy Straker Hauser            | 0,79 Mio.    |
| 54         | 10        | Patient X                       | Patient X              | 13. Aug. 2015        | 28. Okt. 2015                         | Norma Bailey    | Benjamin Raab & Deric A. Hughes | 0,92 Mio.    |
| 55         | 11        | Unzerstörbar                    | Unbreakable            | 20. Aug. 2015        | 5. Nov. 2015                          | Sudz Sutherland | Roger Grant & Melissa Glenn     | 0,82 Mio.    |
| 56         | 12        | Die Sünden der Väter            | Sins of the Fathers    | 27. Aug. 2015        | 12. Nov. 2015                         | Jeff Renfroe    | Gillian Horvath                 | 0,92 Mio.    |
| 57         | 13        | Die Vorsehung                   | Destined               | 10. Sep. 2015        | 19. Nov. 2015                         | Stuart Gillard  | Brad Kern                       | 0,76 Mio.    |

## Staffel 4
Im Februar 2015 gab The CW die Produktion einer vierten Staffel bekannt. Die Ausstrahlung erfolgte ab dem 2. Juni 2016 bis zum 15. September 2016. Die deutschsprachige Erstausstrahlung sendete der deutsche Pay-TV-Sender ProSieben Fun ab dem 6. Oktober 2016 bis zum 10. November 2016.
| Nr. (ges.) | Nr. (St.) | Deutscher Titel                | Originaltitel                  | Erstausstrahlung USA | Deutschsprachige Erstausstrahlung (D) | Regie             | Drehbuch                         | Quoten (USA) |
| ---------- | --------- | ------------------------------ | ------------------------------ | -------------------- | ------------------------------------- | ----------------- | -------------------------------- | ------------ |
| 58         | 1         | Monsieur und Madame Bête       | Monsieur Et Madame Bête        | 2. Juni 2016         | 6. Okt. 2016                          | Stuart Gillard    | Brad Kern                        | 0,833 Mio.   |
| 59         | 2         | Bestie auf Abruf               | Beast Interrupted              | 9. Juni 2016         | 6. Okt. 2016                          | Rich Newey        | Lara Olsen                       | 0,762 Mio.   |
| 60         | 3         | Angezählt                      | Down For The Count             | 16. Juni 2016        | 13. Okt. 2016                         | Don McCutcheon    | Benjamin Raab & Deric A. Hughes  | 0,794 Mio.   |
| 61         | 4         | Prioritäten                    | Something’s Gotta Give         | 23. Juni 2016        | 13. Okt. 2016                         | Steven A. Adelson | John E. Pogue                    | 0,828 Mio.   |
| 62         | 5         | Zwischen zwei Welten           | It’s A Wonderful Beast         | 30. Juni 2016        | 20. Okt. 2016                         | Stuart Gillard    | Melissa Glenn                    | 0,759 Mio.   |
| 63         | 6         | In guten wie in Bestien-Zeiten | Beast Of Times, Worst Of Times | 7. Juli 2016         | 20. Okt. 2016                         | Norma Bailey      | Patricia Carr                    | 0,770 Mio.   |
| 64         | 7         | Doppeltes Spiel                | Point Of No Return             | 14. Juli 2016        | 27. Okt. 2016                         | Jill Carter       | Gillian Horvath                  | 0,715 Mio.   |
| 65         | 8         | Schlagabtausch                 | Love Is A Battlefield          | 21. Juli 2016        | 27. Okt. 2016                         | Farhad Mann       | Vanessa Rojas                    | 0,725 Mio.   |
| 66         | 9         | Die Schlinge zieht sich zu     | The Getaway                    | 28. Juli 2016        | 3. Nov. 2016                          | Stuart Gillard    | Benjamin Raab & Deric A. Hughes  | 0,707 Mio.   |
| 67         | 10        | Prüfungen                      | Means To An End                | 11. Aug. 2016        | 3. Nov. 2016                          | David McLeod      | Melissa Glenn                    | 0,605 Mio.   |
| 68         | 11        | Die neue Bestie                | Meet The New Beast             | 25. Aug. 2016        | 10. Nov. 2016                         | David A. Makin    | Patricia Carr & Lara Olsen       | 0,665 Mio.   |
| 69         | 12        | Ohne Ausweg                    | No Way Out                     | 8. Sep. 2016         | 10. Nov. 2016                         | P.J. Pesce        | Austin Badgett & Gillian Horvath | 0,703 Mio.   |
| 70         | 13        | Au Revoir                      | Au Revoir                      | 15. Sep. 2016        | 10. Nov. 2016                         | Stuart Gillard    | Michael Gemballa                 | 0,696 Mio.   |